# Arianna Huffington
Arianna Huffington (ur. 15 lipca 1950 w Atenach, w Grecji) – amerykańska pisarka, dziennikarka i przedsiębiorca greckiego pochodzenia, z wykształcenia ekonomistka. Twórczyni serwisu The Huffington Post.

## Życiorys
Urodziła się 15 lipca 1950 r. Atenach jako Arianna Stassinopoulou (gr. Αριάννα Στασινοπούλου). Jako nastolatka przeniosła się do Wielkiej Brytanii. Studiowała ekonomię na University of Cambridge. Po studiach prowadziła sklep w Londynie i zajmowała się pisaniem. W 1974 r. Random House wydał jej pierwszą książkę, The Female Woman. W 1980 r. przeniosła się do USA. Rok później wydała biografię śpiewaczki Marii Callas, The Woman Behind the Legend. W 1983 r. napisała The Gods of Greece, a pod koniec lat 80. wydała biografię Pabla Picassa.
W 1986 r. wyszła za mąż za Michaela Huffingtona, pracownika Departmentu Obrony i późniejszego kongresmena, z którym doczekała się dwójki dzieci. W 1990 r. przyjęła amerykańskie obywatelstwo. Para rozwiodła się w 1997 roku.
Huffington była znana ze swoich konserwatywnych poglądów, ale z czasem zaczęła zmieniać poglądy na bardziej lewicowe, angażując się w ruchy ekologiczne. W 2003 r. startowała w wyborach na gubernatora Kalifornii, ale wycofała się z kampanii. W tym samym roku wydała bestselerową książkę Pigs at the Trough: How Corporate Greed and Political Corruption are Undermining America.
W 2005 r. założyła serwis The Huffington Post, który stał się popularnym i wpływowym medium. Początkowo serwis zajmował się polityką, ale z czasem rozrósł się w serwis ogólnotematyczny. W 2008 r. The Observer uznał The Huffington Post za najbardziej wpływowy serwis blogerski na świecie. Oprócz prowadzenia The Huffington Post nadal zajmowała się pisaniem książek, w 2007 r. wydała On Becoming Fearless... in Love, Work, and Life, w 2010 r. Third World America: How Our Politicians Are Abandoning the Middle Class and Betraying the American Dream, a cztery lata później bestselerową Thrive: The Third Metric to Redefining Success and Creating a Life of Well-Being, Wisdom, and Wonder.
W 2011 r. jej serwis został zakupiony przez AOL za 315 mln dolarów. Huffington pozostała prezesem i redaktorem naczelnym Huffington Post Media Group. Sukces przedsięwzięcia umożliwił otwarcie działalności w krajach takich jak Kanada, Wielka Brytania, Francja czy Hiszpania (łącznie uruchomiono 14 lokalnych wersji portalu). W 2015 r. AOL został zakupiony przez Verizon Communications, zaczęto wówczas spekulować o odejściu Huffington z koncernu z powodu ograniczenia jej kompetencji.
Huffington była przez magazyn Time klasyfikowana na liście 100 najbardziej wpływowych ludzi świata, a przez magazyn Forbes na liście 100 najpotężniejszych kobiet.
W kwietniu 2016 r. Huffington zasiadła w zarządzie firmy Uber. W tym samym roku pojawiły się pierwsze informacje o planach uruchomienia serwisu Thrive dotyczącego zdrowego stylu życia. W sierpniu Huffington ogłosiła odejście z The Huffington Post i uruchomienie startupu Thrive Global, co oznaczało wypowiedzenie obowiązującego do 2019 r. kontraktu na kierowanie The Huffington Post.